# ABSA Group
Absa Group — одна из четырёх крупнейших финансовых групп Южно-Африканской Республики (наряду с Standard Bank, FirstRand и Nedbank). Помимо ЮАР работает также в Кении, Танзании, Гане, Ботсване и некоторых других странах Африки.
Volkskas Bank был основан в 1934 году африканерами, с приходом в 1948 году к власти Националистической партии стал фактически правительственным банком. В 1991 году он объединился с двумя строительными кооперативными банками, Allied Building Society и United Building Society, в 1992 году в состав группы вошёл ещё один банк, Bankorp. С 1998 года группа начала работать под единым брендом, ABSA (Amalgamated Banks of South Africa, Объединённые банки Южной Африки). В середине 2005 года британский банк Barclays приобрёл контрольный пакет акций группы (56,4 %) после нескольких месяцев переговоров. В 2013 году доля в группе была увеличена до 62,3 %, а её название было изменено на Barclays Africa Group. В марте 2018 года Barclays объявил о сворачивании своей деятельности в Африке, большая часть акций группы была продана, ей было возвращено название Absa (теперь не как аббревиатура). В 2018 году был открыт офис в Лондоне, а в 2019 году — в Нью-Йорке.
Сеть группы насчитывает 991 отделение и 9734 банкоматов, работает в 14 странах: ЮАР, Кения, Ботсвана, Танзания, Гана, Замбия, Уганда, Мозамбик, Маврикий, Сейшельские острова, Нигерия, Намибия, Великобритания и США.